# دميتري خفوروستوفسكي
دميتري خفوروستوفسكي (بالروسية: Дми́трий Алекса́ндрович Хворосто́вский) ‏(16 أكتوبر 1962 - 22 نوفمبر 2017) هو مغني أوبرا روسي. يتميز بنوع صوت الباريتون، وهو من أهم مغنيي هذه الفئة في تاريخ روسيا الحديث.

## حياته
ولد خفوروستوفسكي في مدينة كراسنويارسك سنة 1962 لأب مهندس كيميائي وأم طبيبة، وكان عند والده مكتبة موسيقية تضم اسطوانات متعددة لكبار الغناء الأوبرالي. هذه المكتبة جعلت خفوروستوفسكي محباً للموسيقى، مما دفعه للدراسة في معهد الفنون بمدينة كراسنويارسك في سيبيريا. حقق فوزاً كبيراً بمسابقة «مغني العالم» لقناة بي بي سي في ويلز سنة 1989، هذا الفوز جعله صاحب مرتبة عليا في أوبرا كراسنويارسك، وتعاقد مع كبرى قاعات الأوبرا حول العالم في لندن وميونخ وبرلين وفيينا ونيويورك وموسكو وسان بطرسبرغ.

## الأعمال
- أغاني ورقصات الموت، للمؤلف موديست موسورجسكي.
- عروس القيصر، ريمسكي كورساكوف.
- أغاني مختلفة للمؤلف غريغوري سفيريدوف.

## وصلات خارجية
- دميتري خفوروستوفسكي على موقع IMDb (الإنجليزية)
- دميتري خفوروستوفسكي على موقع ميوزك برينز (الإنجليزية)
- دميتري خفوروستوفسكي على موقع أول ميوزيك (الإنجليزية)
- دميتري خفوروستوفسكي على موقع ديسكوغز (الإنجليزية)
- دميتري خفوروستوفسكي على موقع قاعدة بيانات الفيلم (الإنجليزية)

- الموقع الرسمي